# Ahmed Moein
Ahmad Moein Mohammad Doozandeh, noto semplicemente come Ahmad Moein (Doha, 20 ottobre 1995), è un calciatore qatariota di origini iraniane, centrocampista dell'Al-Arabi.

## Statistiche

### Cronologia presenze in nazionale
| Cronologia completa delle presenze e delle reti in nazionale ― Qatar | Cronologia completa delle presenze e delle reti in nazionale ― Qatar | Cronologia completa delle presenze e delle reti in nazionale ― Qatar | Cronologia completa delle presenze e delle reti in nazionale ― Qatar | Cronologia completa delle presenze e delle reti in nazionale ― Qatar | Cronologia completa delle presenze e delle reti in nazionale ― Qatar | Cronologia completa delle presenze e delle reti in nazionale ― Qatar | Cronologia completa delle presenze e delle reti in nazionale ― Qatar |
| Data                                                                 | Città                                                                | In casa                                                              | Risultato                                                            | Ospiti                                                               | Competizione                                                         | Reti                                                                 | Note                                                                 |
| -------------------------------------------------------------------- | -------------------------------------------------------------------- | -------------------------------------------------------------------- | -------------------------------------------------------------------- | -------------------------------------------------------------------- | -------------------------------------------------------------------- | -------------------------------------------------------------------- | -------------------------------------------------------------------- |
| 21-03-2018                                                           | Bassora                                                              | Iraq                                                                 | 2 – 3                                                                | Qatar                                                                | Amichevole                                                           | -                                                                    | 85’                                                                  |
| 24-03-2018                                                           | Bassora                                                              | Qatar                                                                | 2 – 2                                                                | Siria                                                                | Amichevole                                                           | -                                                                    | 57’                                                                  |
| 11-09-2018                                                           | Doha                                                                 | Qatar                                                                | 3 – 0                                                                | Palestina                                                            | Amichevole                                                           | -                                                                    | 57’                                                                  |
| 06-06-2019                                                           | Brasilia                                                             | Brasile                                                              | 2 – 0                                                                | Qatar                                                                | Amichevole                                                           | -                                                                    | 79’                                                                  |
| 19-06-2019                                                           | San Paolo                                                            | Colombia                                                             | 1 – 0                                                                | Qatar                                                                | Coppa America 2019 - 1º turno                                        | -                                                                    | 84’                                                                  |
| 10-10-2019                                                           | Dacca                                                                | Bangladesh                                                           | 0 – 2                                                                | Qatar                                                                | Qual. Mondiali 2022                                                  | -                                                                    | 90+2’                                                                |
| Totale                                                               |                                                                      | Presenze                                                             | 6                                                                    |                                                                      | Reti                                                                 | 0                                                                    |                                                                      |

## Palmarès

### Club

#### Competizioni nazionali
- Qatar Crown Prince Cup: 1

Al-Jaish: 2016